# Población de Canadá

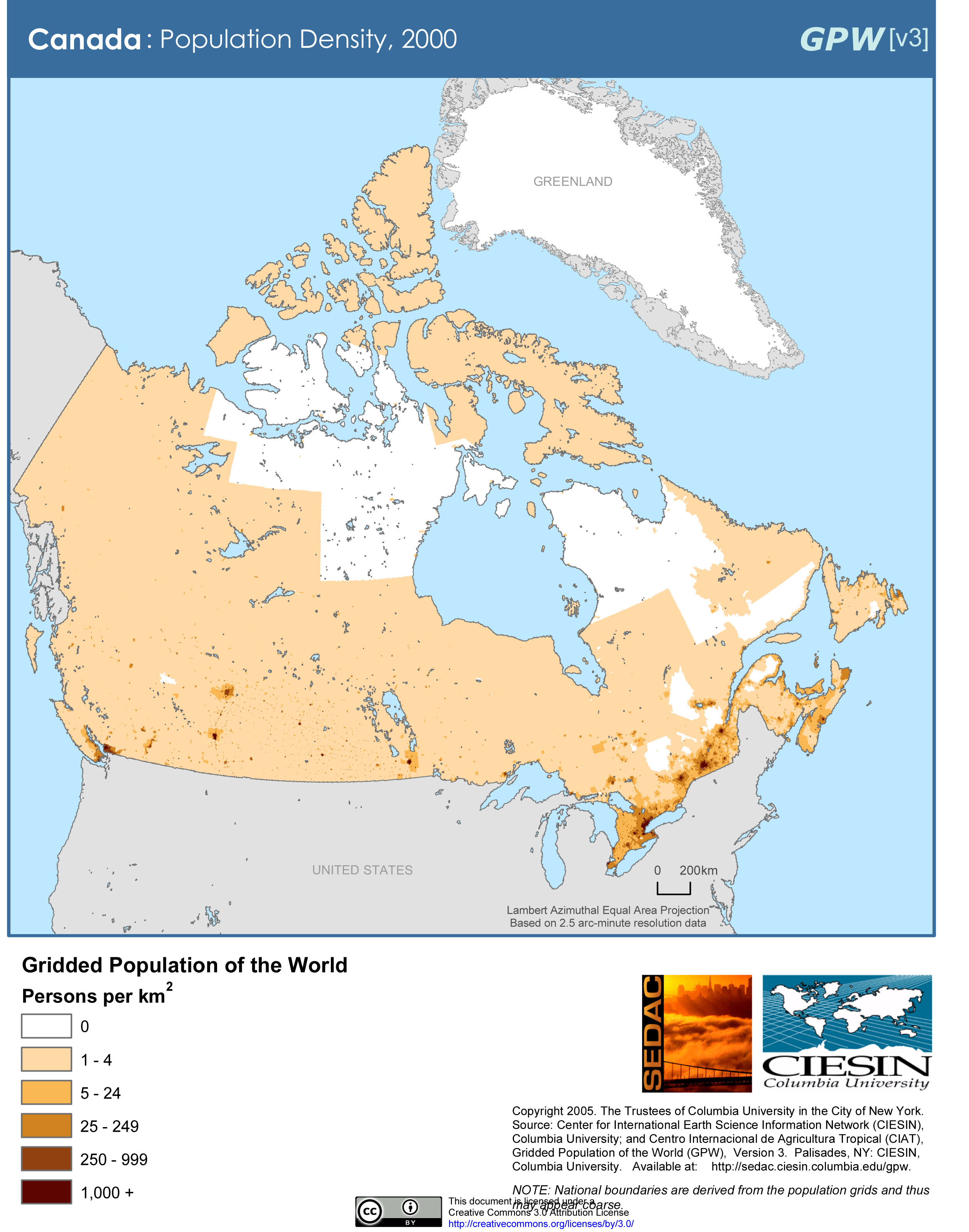
Mapa de densidad de población de Canadá

El corredor de la ciudad de Quebec-Windsor es la región más densamente poblada y más industrializada de Canadá, con una extensión de.

Densidad de población de las provincias y territorios canadienses, 2021
>25 personas/km^{2}
15-24.9 personas/km^{2}
10-14.9 personas/km^{2}
5-9.9 personas/km^{2}
1-4.9 personas/km^{2}
<1 personas/km^{2}

Canadá ocupa el puesto 37 por población, que comprende aproximadamente el 0.5% del total mundial, con más de 39 millones de canadienses al 2022. Sin embargo, al ser el cuarto país más grande por área terrestre (el segundo más grande por área total), la gran mayoría del país está escasamente habitada, con la mayor parte de su población al sur del paralelo 55 norte y poco más del 60 por ciento de los canadienses viven en solo dos provincias: Ontario y Quebec. Aunque la densidad de población de Canadá es baja, muchas regiones del sur, como el corredor de la ciudad de Quebec-Windsor, tienen densidades de población más altas que varios países europeos. Los centros de población más grandes de Canadá son Toronto, Montreal, Vancouver, Calgary, Edmonton y Ottawa, siendo esos seis los únicos con más de un millón de personas.
La gran extensión del norte de Canadá, que en la actualidad no es cultivable y, por tanto, no puede albergar grandes poblaciones humanas, reduce considerablemente la capacidad de carga del país. En 2021, la densidad de población de Canadá era de 4.2 personas por kilómetro cuadrado. En cambio, la cifra similar de Rusia era de 8.4 personas por kilómetro cuadrado.
El crecimiento histórico de la población de Canadá es complejo y se ha visto influido de muchas maneras diferentes, como las poblaciones indígenas, la expansión del territorio y la migración humana. Al ser un país del Nuevo Mundo, la inmigración ha sido, y sigue siendo, el factor más importante en el crecimiento demográfico de Canadá. El censo canadiense de 2021 contabilizó una población total de 36 991 981 habitantes, lo que supone un aumento de alrededor del 5.2% respecto a la cifra de 2016. Entre 1990 y 2008, la población aumentó en 5.6 millones, lo que equivale a un crecimiento global del 20.4%.

## Panorama histórico de la población

### Pueblos indígenas
Los estudiosos difieren sobre el tamaño estimado de la población indígena en lo que hoy es Canadá antes de la colonización y sobre los efectos del contacto europeo. Se calcula que a finales del siglo XV había entre 200 000 y dos millones, y la Comisión Real de Salud Aborigen de Canadá acepta actualmente la cifra de 500 000. Aunque no sin conflictos, las primeras interacciones de los canadienses europeos con las poblaciones de las Primeras Naciones y los inuit fueron relativamente pacíficas. Sin embargo, los repetidos brotes de enfermedades infecciosas europeas como la gripe, el sarampión y la viruela (contra las que no tenían inmunidad natural), combinado con otros efectos del contacto europeo, provocó una disminución de la población indígena de entre el veinticinco y el ochenta por ciento tras el contacto. Roland G Robertson sugiere que a finales de la década de 1630, la viruela mató a más de la mitad de los wyandot (hurones), que controlaban la mayor parte del comercio de pieles en la zona de Nueva Francia. En 1871 se realizó un censo de la población indígena dentro de los límites de Canadá en ese momento, que mostraba un total de sólo 102 358 individuos. De 2006 a 2016, la población indígena ha crecido un 42.5%, cuatro veces más que la tasa nacional.  Según el censo canadiense de 2011, los pueblos indígenas (Primeras Naciones - 851 560, inuit - 59 445 y métis - 451 795) ascendían a 1 400 685, es decir, el 4.3% de la población total del país.

### Nueva Francia
La población europea creció lentamente bajo el dominio francés, por lo tanto, se mantuvo relativamente baja, ya que el crecimiento se logró en gran medida a través de los nacimientos naturales, en lugar de la inmigración. La mayoría de los franceses eran agricultores, y la tasa de crecimiento natural entre los propios colonos era muy elevada. Las mujeres tuvieron alrededor de un 30% más de hijos que las mujeres comparables que permanecieron en Francia. Yves Landry dice: «Los canadienses tenían una dieta excepcional para su época». El censo de Nueva Francia de 1666 fue el primero realizado en Norteamérica. Fue organizado por Jean Talon, primer intendente de Nueva Francia, entre 1665 y 1666. Según el censo de Talon, en Nueva Francia vivían 3215 personas, que componían 538 familias distintas. El censo mostró una gran diferencia en el número de hombres: 2034 frente a 1181 mujeres. A principios del siglo XVIII, los colonos de Nueva Francia estaban bien establecidos a lo largo del río San Lorenzo y la península de Acadia, con una población de entre 15 000 y 16 000 habitantes. Debido principalmente al crecimiento natural y a una modesta inmigración procedente del noroeste de Francia (Bretaña, Normandía, Île-de-France, Poitou-Charentes y Pays de la Loire), la población de Nueva Francia aumentó hasta los 55 000 habitantes según el último censo francés de 1754. En 1730, la cifra era de 42 701.

### Canadá Británico

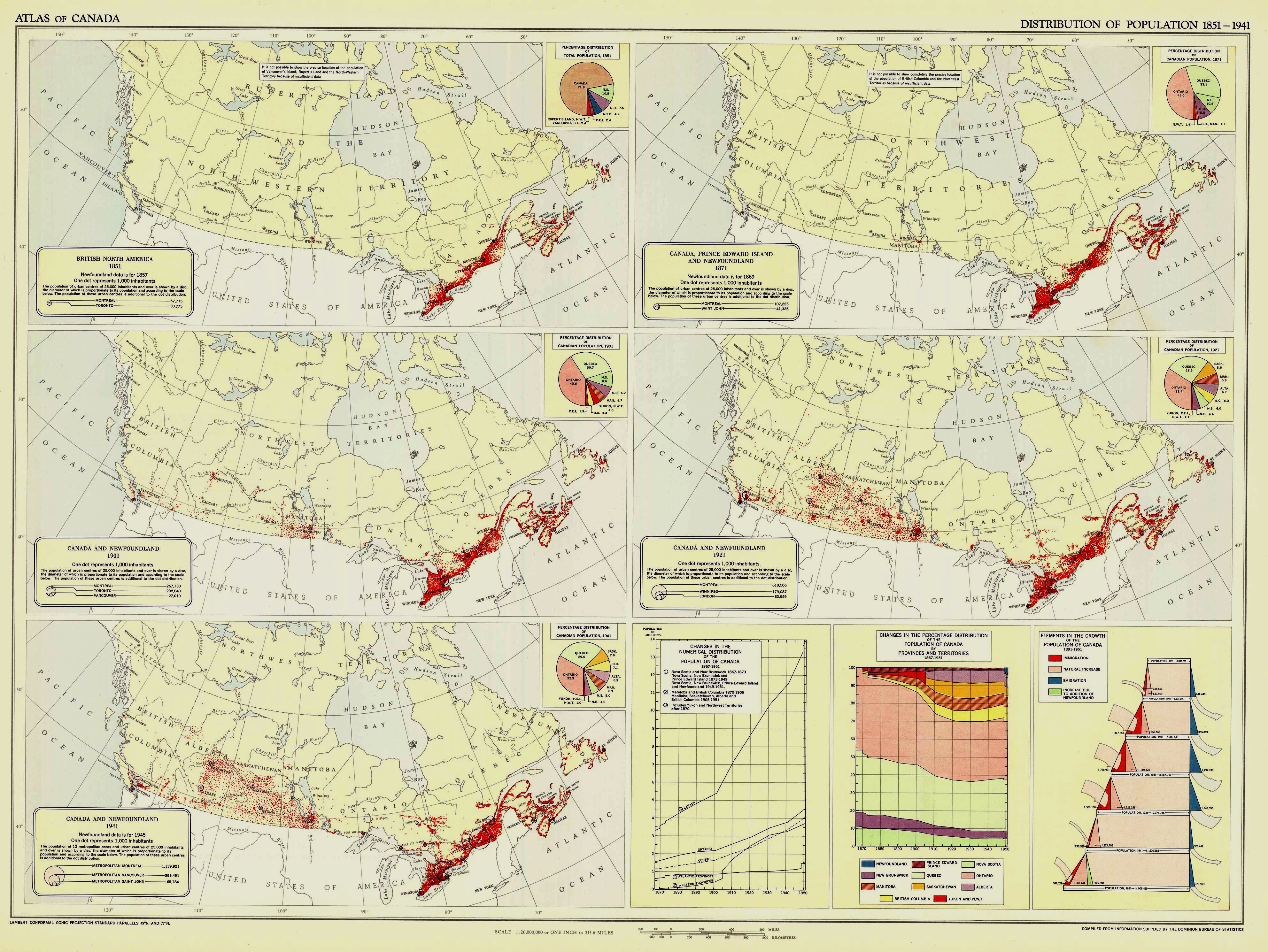
Distribución de la población en Canadá para los años 1851, 1871, 1901, 1921 y 1941

A finales del siglo XVIII y principios del XIX, Canadá, bajo dominio británico, experimentó un fuerte crecimiento demográfico. Tras la invasión de Canadá en 1775 por el recién formado Ejército Continental durante la Guerra de Independencia de los Estados Unidos, aproximadamente 60 000 de los 80 000 estadounidenses leales a la Corona, designados posteriormente como Lealistas del Imperio Unido, huyeron a la Norteamérica británica, gran parte de los cuales emigraron a Nueva Escocia y Nuevo Brunswick (separados de Nueva Escocia) en 1784. Aunque no se pueden precisar las cifras exactas debido a la migración no registrada, Al menos 20 000 fueron a Nueva Escocia, 14 000 a Nuevo Brunswick; 1500 a la Isla del Príncipe Eduardo y 6000 a Ontario (13 000, incluidos 5000 negros, fueron a Inglaterra y 5500 al Caribe). Durante el resto de la década de 1780 llegaron más inmigrantes del sur. A partir de 1791, otros 30 000 estadounidenses, llamados «lealistas tardíos», fueron atraídos a Ontario en la década de 1790 con la promesa de tierras y jurando lealtad a la Corona. Como resultado del periodo conocido como la Gran Migración, en 1831, la población del Bajo Canadá había alcanzado aproximadamente los 553 000 habitantes, y la del Alto Canadá los 237 000 individuos. La Gran Hambruna de Irlanda de la década de 1840 había incrementado significativamente el ritmo de la inmigración irlandesa a la Isla del Príncipe Eduardo y a la provincia de Canadá, alcanzando un máximo en 1847 con 100 000 personas en apuros. En 1851, la población de las colonias marítimas también alcanzaba aproximadamente los 533 000 habitantes (277 000 en Nueva Escocia, 194 000 en Nuevo Brunswick y 62 000 en la Isla del Príncipe Eduardo). Al oeste, Columbia Británica contaba con unos 55 000 habitantes en 1851. A partir de finales de la década de 1850, la inmigración de chinos en la Colonia de la Isla de Vancouver y la Colonia de Columbia Británica alcanzó su punto álgido con el inicio de la Fiebre del Oro del Cañón del Fraser. En 1861, como resultado de los nacimientos naturales y la gran migración de Canadá desde las islas británicas, la población de la Provincia de Canadá aumentó a 3.1 millones de habitantes. En 1861, la población de Terranova alcanzaba aproximadamente los 125 000 habitantes.

### Después de la confederación
La población ha aumentado cada año desde la creación del Dominio de Canadá en 1867; sin embargo, la población de Terranova no se incluyó antes de su entrada en la confederación como décima provincia de Canadá en 1949. El primer censo nacional del país se realizó en 1871, con un recuento de población en torno a los 3 689 000 habitantes. El año con menor crecimiento demográfico (en términos reales) fue 1882-1883, cuando sólo se censaron 30 000 nuevos individuos.

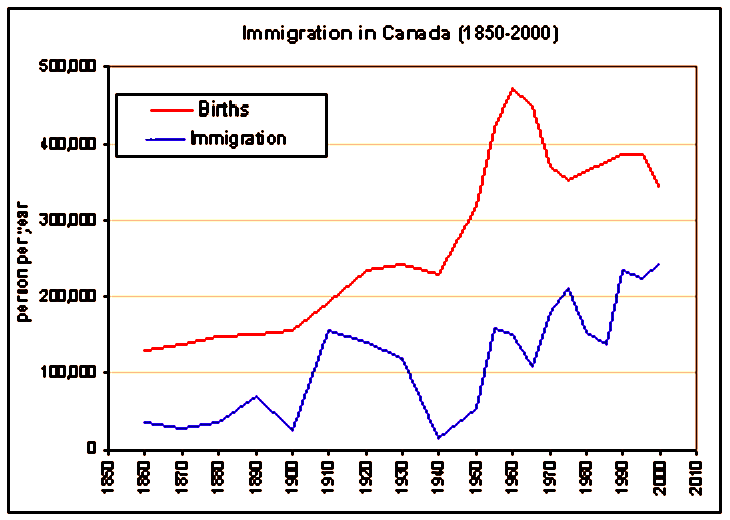
Nacimientos e inmigración en Canadá de 1850 a 2000

El censo de 1911 fue una enumeración detallada de la población que arrojó un recuento de 7 206 643 individuos.  Esta cifra representa un aumento del 34% con respecto al censo de 1901 (5 371 315). El año de mayor crecimiento demográfico fue 1956-1957, durante el momento álgido del baby boom posterior a la Segunda Guerra Mundial, cuando la población aumentó en más de 529 000 personas en un solo periodo de doce meses. En el baby boom canadiense, definido como el periodo comprendido entre 1947 y 1966, nacieron más de 400 000 niños al año. El censo de 1996 registró una población total de 28 846 761 habitantes. Esta cifra supone un aumento del 5.7% respecto al censo de 1991 (27 296 859). El censo de 2001 arrojaba una población total de 30 007 094 habitantes. En cambio, la estimación oficial de población de Statistics Canada para 2001 era de 31 021 300 habitantes.
La población total de Canadá censada en 2006 era de 31 612 897 habitantes. Este recuento fue inferior a la estimación oficial de población a 1 de julio de 2006, de 32 623 490 personas. El 90% del crecimiento demográfico entre 2001 y 2006 se concentró en las principales áreas metropolitanas. El censo de 2011 fue el decimoquinto censo decenal, con una población total de 33 476 688 habitantes, un 5.9% más que en 2006. Por término medio, los censos se han realizado cada cinco años desde 1905. Los censos deben realizarse al menos cada diez años, según lo dispuesto en el artículo 8 del Acta Constitucional de 1867.